# Martí Esteve i Guau
Martí Esteve i Guau (Torà, Solsonès, 1895 - Ciutat de Mèxic, 1977) fou un escriptor i polític català.

## Biografia
Va estudiar dret i lletres a la Universitat de Barcelona. Després de llicenciar-se va treballar. Militant de la Lliga Regionalista, en fou secretari de la Joventut Nacionalista i el 1917 fou autor de la primera biografia escrita sobre Enric Prat de la Riba. El 1918 fou secretari general de la Secció d'Estudis Jurídics de la Mancomunitat de Catalunya, en la que havia treballat com advocat, i a les eleccions municipals del 1921 fou escollit regidor de l'Ajuntament de Barcelona. Al mateix temps, va escriure articles sobre dret i jurisprudència a La Veu de Catalunya, La Revista, Revista Jurídica de Catalunya i al Butlletí de les Joventuts Nacionalistes de Catalunya.
El 1922 fou nomenat director del diari La Publicitat en la seva segona etapa, càrrec que va exercit fins al 1926. Va evolucionar vers el republicanisme catalanista, de manera que quan es va produir la proclamació de la Segona República Espanyola el 1931 fou membre de la diputació provisional de la Generalitat de Catalunya per Solsona i de la ponència redactora de l'Estatut de Núria. El mateix any participà en la fundació d'Acció Catalana Republicana, de la que en fou membre del comitè executiu i elegit diputat a es eleccions generals espanyoles de 1931.
Després de constituir-se la Generalitat de Catalunya en fou nomenat conseller de Finances. Va ocupar el càrrec fins als fets del sis d'octubre del 1934, quan fou empresonat i condemnat amb la resta del govern català.
Després de les eleccions generals espanyoles de 1936 fou amnistiat i elegit novament diputat a les Corts Republicanes. També va recuperar el càrrec de conseller el març de 1936.
Després d'esclatar la guerra civil espanyola es va mantenir a la conselleria fins al setembre de 1936, quan fou nomenat advocat de l'Ambaixada espanyola de la Segona República a París. Un cop acabada la guerra decidí no tornar a Catalunya, i el juny de 1939 es va establir a Cuba, on fou membre actiu de la comunitat catalana. El 1961 va marxar cap a Mèxic, on treballaria com a traductor a l'ambaixada dels Estats Units a Ciutat de Mèxic i al Banco Nacional de México (BANAMEX).